# Thorntons
Thorntons est une société britannique de confiserie chocolatière, fondée par Joseph William Thornton en 1911.

## Historique
Joseph Thornton a ouvert en 1911 un magasin de confiseries à Sheffield avec son fils, alors adolescent. Le magasin s’est progressivement développé, jusqu’à devenir le plus grand producteur et détaillant britannique de chocolats. Au cours des années 1980, l’entreprise migre de son ancienne usine de Sheffield vers Alfreton dans le Derbyshire.
La société est cotée à la Bourse de Londres depuis 1988. La famille Thornton a continué à jouer un rôle actif dans l'entreprise, et ce ne fut qu’en 1996 qu'un CEO extérieur à la famille — Roger Paffard — a été nommé.
En juin 2015, Ferrero fait une offre pour acquérir Thorntons pour 112 millions de livres, qu'il détient déjà à 29,9 %.

## Entreprise
Thorntons a une importante base de clients au Royaume-Uni, mais les tentatives pour entrer sur les marchés américain, belge et français se sont avérées décevantes. Les résultats de 2003 montrent une augmentation du chiffre d'affaires à 167,1 millions d’euros, mais le bénéfice d'exploitation baisse à 9,4 millions.
Il y a une influence significative de la saison sur la demande, et plusieurs stratégies ont été mises en place pour résoudre ce problème ; toutefois, 35 % des ventes se font encore dans les sept semaines avant Noël et 10 % avant Pâques. Ce phénomène touche la manufacture, qui utilise nombre d’agents saisonniers.